# Bern Porter
Pour les articles homonymes, voir Porter.
Bernard Harden Porter dit Bern Porter (1911-2004) est un artiste, écrivain, éditeur et scientifique américain lié à l'avant-garde, pionnier du mail art et de la found poetry (en) (« poème-trouvé »).
En 2010, son œuvre, difficilement classable, est exposée lors d'une rétrospective au MoMA.

## Biographie
Originaire du Maine, Ben Porter effectue des études scientifiques (physique, chimie) au Colby College. En 1932, il décroche un Master of Science à l'université Brown, spécialisé en astrophysique, physique nucléaire et radiotechnique. En 1935, il est embauché à New York par la société Acheson Colloids Corporation, et travaille à l'élaboration d'un tube cathodique. 

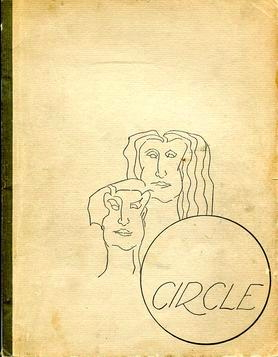
Couverture du no 1 de Circle Magazine (printemps 1944).

En 1937-1938, lors d'un séjour à Paris, il rencontre Gertrude Stein et Henry Miller : il restera en contact avec ce dernier jusqu'en 1945. Dès 1941, avec l'entrée en guerre des États-Unis, il est mobilisé en tant que militaire scientifique sur le Projet Manhattan à l'université de Princeton au poste d'assistant-physicien, rencontre Albert Einstein, puis est muté au centre de recherches d'Oak Ridge (Tennessee). En 1944, il publie sur ses propres presses, The Bern Porter Books, à Houlton (Maine), un premier pamphlet signé Henry Miller, lequel le met en relation avec le libraire George Leite (en), fondateur de la Daliel's Gallery (en) à San Francisco : les deux hommes publient une revue, Circle, qui comprendra 10 livraisons jusqu'en 1948. Entre-temps, Porter est devenu résolument pacifiste, et quitte le projet Manhattan,. 
Il s'installe en Californie, et travaille à l'université de Berkeley. Il épouse en 1946, l'une de ses étudiantes, Elaine Hendren, mais divorce un an plus tard. À travers ses presses et sa revue, il publie entre 1944 et 1955 des textes de Dick Higgins, Robert Duncan, Philip Lamantia, Antonin Artaud, Yvan Goll, Albert Cossery, Kenneth Rexroth, Michael Fraenkel, et les premiers ouvrages montrant l'art pictural de Miller, entre autres. En 1950, il achève le SciArt Manifesto, mettant en lien Arts et Sciences. Traversant une crise existentielle et personnelle, il décide de s'exiler à Guam, et travaille comme correspondant pour la presse locale, entre autres. Il effectue également plusieurs voyages à travers la zone Pacifique Sud, devenant témoin de la reconstruction des villes de Hiroshima et Nagazaki. En 1955, il revient en Californie et épouse le 25 août l'anthropologue Margaret Eudine Preston. Ensemble, il partent travailler sur des missions agraires qui les mènent en Tasmanie et au Venezuela. Au début des années 1960, il rejoint le programme Apollo, pour le lanceur Saturn V de la NASA, à Huntsville, jusqu'en février 1968, puis démissionne. Il passe ensuite deux ans à Rockland avec son épouse, et part s'installer définitivement à Belfast (Maine). Margaret meurt en 1975.
Porter passe les quarante dernières années de sa vie à développer son œuvre artistique singulière, mixte et protéiforme. Très intégré à la communauté de Belfast (Maine), il y fonde The Institute of Advanced Thinking, un laboratoire de pensée et de création, interdisciplinaire, croisant les arts et les sciences. Il fut un proche collaborateur de Ray Johnson et contribua de 1967 à 1969 au « magazine » littéraire avant-gardiste 0 to 9 dirigé par Bernadette Mayer et Vito Acconci.
Ses productions poétiques convoquent différents médiums, comme le mail-art — qu'il pratique depuis 1944 —, le collage, la performance. L'un de ses éditeurs est Something Else Press. En 1979, une première rétrospective de son travail est donnée au Franklin Furnace Archive (Institut Pratt, New York),. 
En avril 2010, six ans après sa mort, le MoMA organise une rétrospective autour de son œuvre, au cours d'un exposition intitulée Lost and Found.

## Écrits/créations publiés de son vivant
- Water-Fight, Pine Hill Printery (SD), L. A. Press, 1941.
- [préface] The Happy Rock: A Book about Henry Miller, Berkeley, Packard Press,  1945. avec Lawrence Durrell, Michael Fraenkel, Philip Lamantia, James Laughlin, George Leite, Kenneth Patchen, William Carlos Williams.
- Aphasia: A Psycho-Visual Satire on Printed Communication, Madison (ME), Bern Porter Press, 1961.
- Scandinavian Summer: A Psycho-Visual Recollection in Six Languages of a Journey through Norway, Sweden, Finland, Russia, Denmark, Madison (ME), Bern Porter Press, 1961.
- 468B Thy Future, Huntsville (Alabama), Bern Porter Press, 1966. Conçu à partir de documents informatiques issus du programme Apollo.
- Image Above: Dieresis, Rockland (ME), Bern Porter Press, 1969.
- I've Left: A Manifesto and Testament of SCIence and -ART (SCIART), New York, Something Else Press, 1971.
- Found Poems, Millerton (NY), Something Else Press, 1972.
- The Wastemaker (1926-1961), Somerville, Mass., Abyss Publications, 1972.
- Run-On, Belfast (ME), Bern Porter Press, 1975.
- The Last Acts of Saint Fuck You, Somerville, Mass., Abyss Publications, 1975.
- Gee-Whizzles, Rockland (ME), Maine Coast Printers, 1977.
- The Book of Do's, Hulls Cove (ME), The Dog Ear Press, 1982.
- Here Comes Everybody's Don't Book, South Harpswell (ME), The Dog Ear Press, 1984.
- Sweet End, Brunswick, The Dog Ear Press, 1989.

Traduction en français
- The Last Acts of Saint Fuck You by Bern Porter[7], Dijon, Les presses du réel, 2021.